# التجمع للديمقراطية والتقدم (تشاد)
التجمع للديمقراطية والتقدم (بالفرنسية: Rassemblement pour la démocratie et le progrès)‏ هو حزب سياسي في تشاد بقيادة لول محمد شوا.
تأسس الحزب من قبل شوا في ديسمبر 1991 وكان من بين الدفعة الأولى من الأحزاب السياسية التي تم إضفاء الشرعية عليها في مارس 1992. 
في الانتخابات النيابية التي أجريت في 21 أبريل 2002، فاز الحزب المتحالف مع الحركة الوطنية للإنقاذ الحاكمة بـ 12 مقعدًا من أصل 155 مقعدًا.
ومع ذلك، منذ الاستفتاء الدستوري في تشاد عام 2005، والذي من شأنه أن يسمح للرئيس إدريس ديبي بإلغاء فترات الرئاسة، كان الحزب جزءًا من المعارضة.